# ホセ・ルイス・ブエノ
ホセ・ルイス・ブエノ（Jose Luis Bueno、1969年12月8日 - ）は、メキシコの男性プロボクサー。メヒコ州ネサワルコヨトル出身。身長164cm。元WBC世界スーパーフライ級王者。東京の帝拳プロモーションマネージメント契約選手でもあった。

## 来歴
1987年6月6日、プロデビュー（2回TKO負け）。
1991年9月28日、WBCアメリカ大陸スーパーフライ級王座を獲得。その後、2度の防衛に成功（1992年5月22日の2度目の防衛戦では元WBO世界フライ級王者で元WBA世界フライ級王者のエルビス・アルバレス（コロンビア）に12回判定勝ち）。
1992年8月22日、3度目の防衛戦で同国人のホセフィノ・スアレスに12回判定負けを喫し、王座陥落。
1993年11月13日、28戦目で世界初挑戦。敵地でWBC世界スーパーフライ級王者文成吉（韓国）に挑み、12回判定勝ち。王座獲得に成功した。
1994年5月4日、初防衛戦。横浜で川島郭志と対戦し、12回判定負け。わずか半年で世界王座から陥落。
1995年1月18日、雪辱・王座返り咲きを懸け川島と再戦するも、12回判定負けで雪辱ならず。
1996年3月30日、1階級上のバンタム級で世界挑戦。WBC世界バンタム級王者ウェイン・マッカラー（北アイルランド）に挑むも、12回判定負けで2階級制覇ならず。
1996年8月10日、2階級制覇再挑戦。敵地でシリモンコン・シンワンチャー（タイ）とWBC世界バンタム級暫定王座決定戦を争うが、5回TKO負けでまたしても2階級制覇ならず。
1998年5月16日、さらに1階級上のスーパーバンタム級で世界挑戦。同国人のWBC世界スーパーバンタム級王者エリック・モラレスに挑むが、2回KO負けでまたしても2階級制覇ならず。この試合を最後に引退した。

## 獲得タイトル
- WBC世界スーパーフライ級王座（防衛0度）